# Oreoneta mongolica
Oreoneta mongolica är en spindelart som först beskrevs av Jörg Wunderlich 1995.  Oreoneta mongolica ingår i släktet Oreoneta och familjen täckvävarspindlar.
Artens utbredningsområde är Mongoliet. Inga underarter finns listade i Catalogue of Life.